# Єрунаково (станційне селище)
Єруна́ково (рос. Ерунаково) — станційне селище у складі Новокузнецького району Кемеровської області, Росія. Входить до складу Красулинського сільського поселення.

## Населення
Населення — 572 особи (2010; 613 у 2002).
Національний склад (станом на 2002 рік):
- росіяни — 93 %